# 林牧
林牧（1927年10月18日—2006年10月15日），陕西安康人，曾任前中國共產黨中央委員會總書記胡耀邦之政治秘書兼助手，中國著名自由知识分子，異見人士。

## 生平
林牧於1927年陰曆九月十八（10月18日）出生，1946年入讀西北工業大學電機系，在校期間參加中國民主聯盟，1948年參加革命，1953年任西北行政委员会文教委员会副处长，1960年起任中共陕西省委副秘书长。
1965年1月以中共陝西省委副秘書長身分协助參與胡耀邦在陝西發起的「解放思想、解放人，放寬政策搞活經濟」的超前改革。失敗後（正值文化大革命）受到長達12年的政治迫害。期間兩度入獄、兩次被開除中共黨籍並被判处八年半勞改。至毛澤東逝世與四人幫倒台後的1978年11月獲平反。先後出任中共陝西省委宣傳部副部長、省委副秘書長、國務院科技幹部管理局長、中共西北大學黨委書記。
1989年因公開支持並參與胡耀邦逝世引發之學生運動，六四事件後被開除黨籍與所有職務；1995年被推選為「中國人權」國內理事，同年與45名著名科學家和學者發起「呼籲寬容」建議書與致全國人大常委會的公開信釋放異見人士，在該年5月時曾在杭州被非法拘留三天，1998年至2004年任「中國人權」榮譽理事。晚年一直居於西安，期間一直還有著政治與支持中國維權的評論文章，並发表到國外網站，亦曾被當地警方騷擾，2005年1月18日至31日亦因趙紫陽逝世，曾被公安人員非法拘留。2006年10月15日下午1時於家中突然逝世，喪禮在同月19號早上於三兆殡仪馆舉行。

## 家庭
妻宋湘林，並有两子林冰、林放，两女林紅、林蔚。

## 著作
- 《中國風俗叢書》30卷，林牧、韩养民主编，陕西人民出版社1986年出版。
- 《烛尽梦犹虚——胡耀邦助手林牧回忆录》，香港新世纪出版社2008年出版，国际学者基金资助